# 쪽 (식물)
쪽은 중국과 인도가 원산지인 한해살이풀이다. 남(藍), 마람(馬藍) 등으로도 불린다.

## 생태
키는 50~60 센티미터이고 줄기는 붉은빛이 도는 자주색을 띤다. 어긋나기로 달리는 잎은 잎자루가 짧고, 긴 타원 또는 달걀 모양이며, 마르면 검은빛이 도는 파란색을 띤다. 꽃은 붉은색을 띠며, 5월부터 피기 시작하여 8~9월에 잎겨드랑이와 원줄기 끝에 이삭꽃차례로 달린다. 결실기는 10월이다.

## 쓰임새
잎을 파란색 염료로 사용하며 줄기와 씨를 해독제, 해열제 따위로 쓴다. 쪽은 대표적인 염료 식물 가운데 하나이다. 1 Kg 당 3-4 g 가량의 인디고 염료가 함유되어 있다. 7-8월 무렵 잎을 따 염료를 얻는다.

## 염색법
쪽을 이용한 염색법에는 쪽 잎의 즙을 그대로 사용하는 생즙법, 잿물과 발효를 이용한 반물법, 잎을 숙성시켜 사용하는 숙남법, 색소를 조개껍질이나 굴껍질에서 얻은 석회에 침전시키는 니람법 등이 있다. 나주시 지역에서는 오랫동안 니람법을 이용한 쪽 염색이 이루어졌다. 니람 염색을 비롯한 전라남도 전역에서 이루어지는 염색은 대한민국의 국가무형문화재 제115호 염색장으로 지정되어 있다. 물들이는 횟수에 따라 연한 옥색에서 보라색이 감도는 남색까지 얻을 수 있으며 원하는 색을 얻기 위해서는 여러 차례 염색을 반복해야 한다. 한편, 내륙에 있어 조개껍질을 구하기 쉽지 않았던 영남지역에서는 쪽잎을 발효한 뒤 잿물을 이용해 염색하는 반물법이 더 일반적이었다.
일본에서는 항아리에 쪽잎과 잿물을 넣고 오랫동안 숙성시켜 염료를 얻는 방법이 쓰였다.
같은 쪽을 이용한 염색이라도 한국과 일본의 염색은 저마다 독특한 색감을 지녀 "코리안 블루", "재팬 블루"와 같은 이름을 얻었다.

## 재배 및 관리
토양을 별로 가리지 않으며, 밝은 그늘에서 잘 자란다. 주로 씨뿌리기로 증식하는데 포기나누기로도 번식시킬 수 있다.

## 사진 갤러리

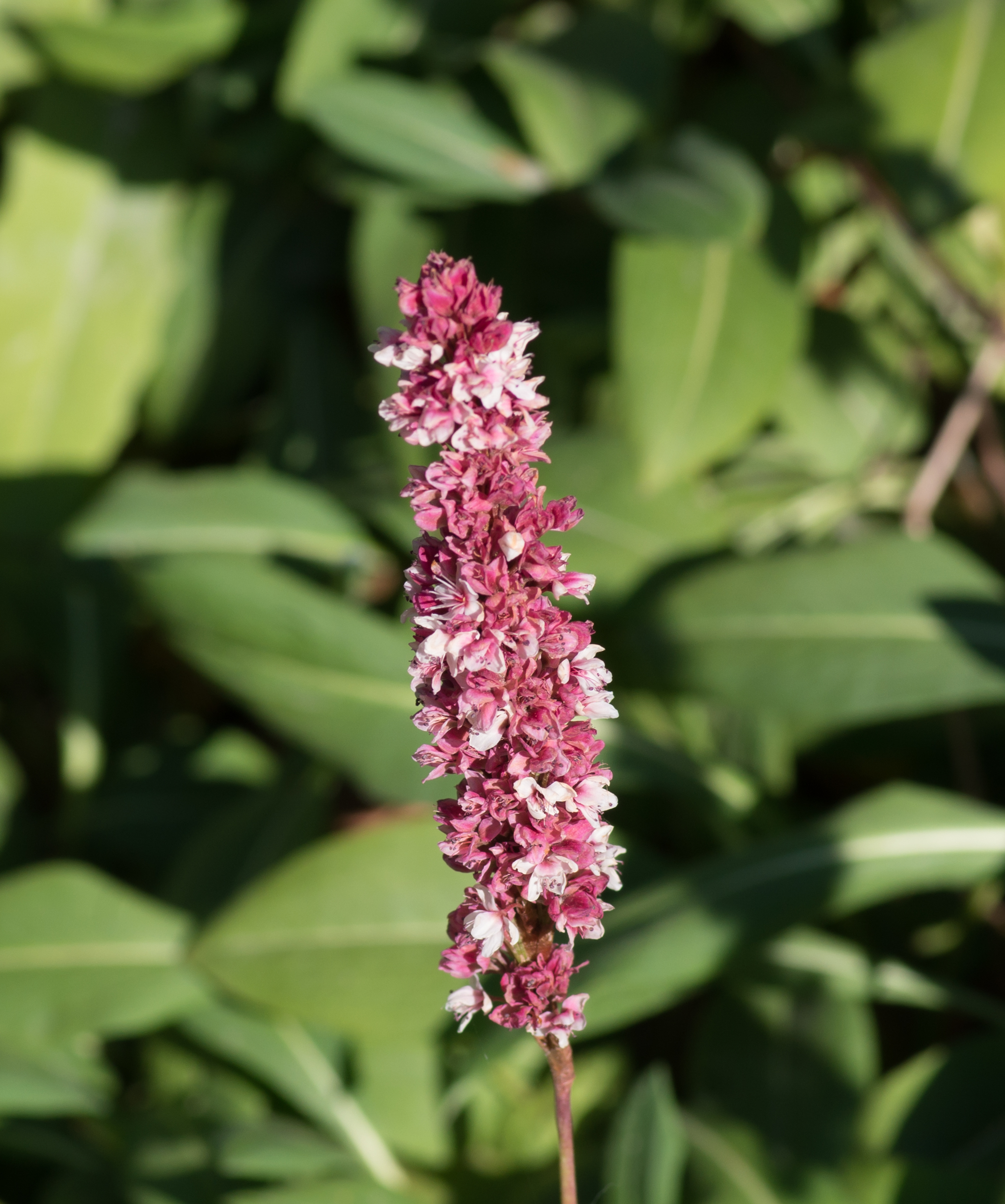
꽃
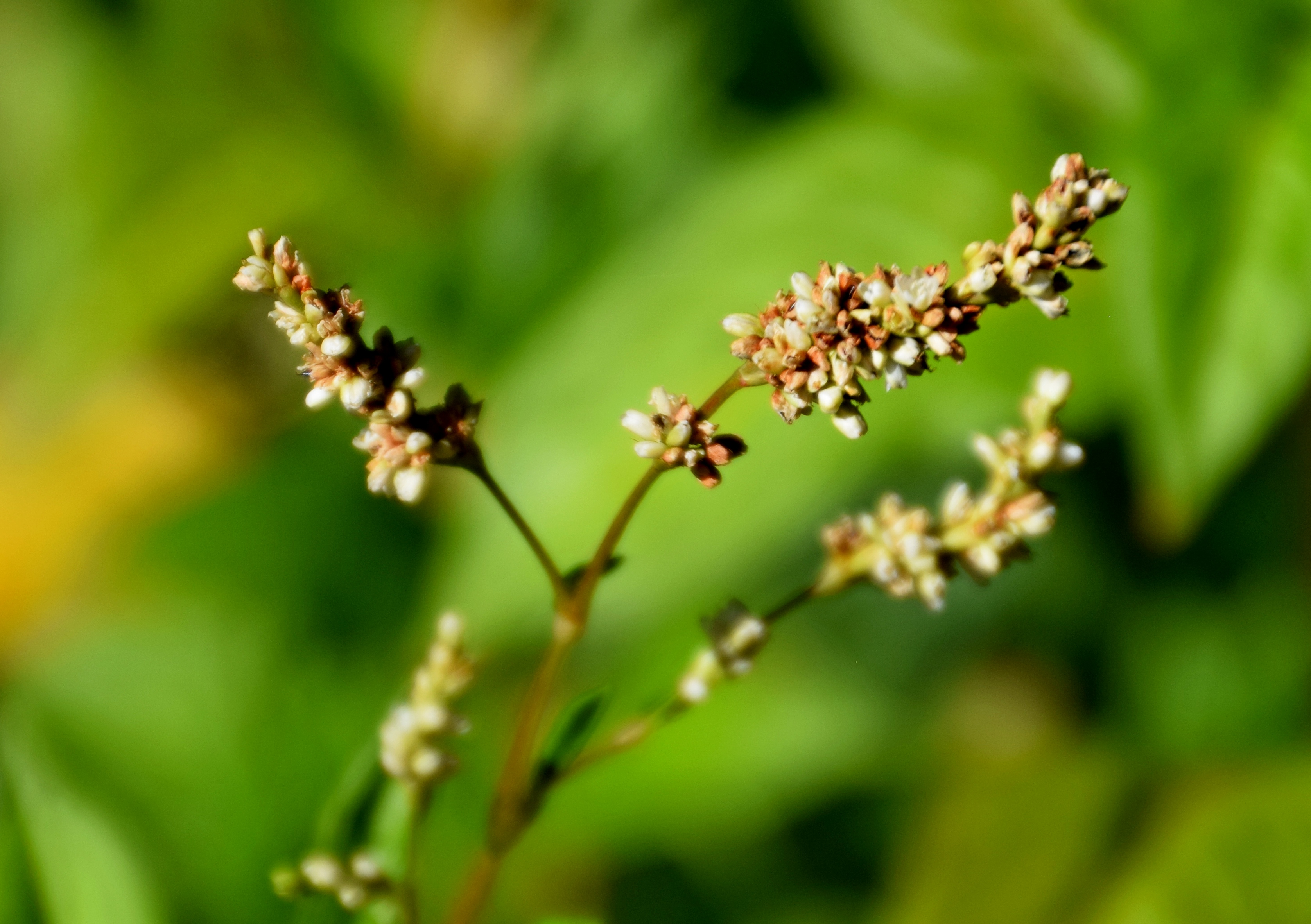
열매
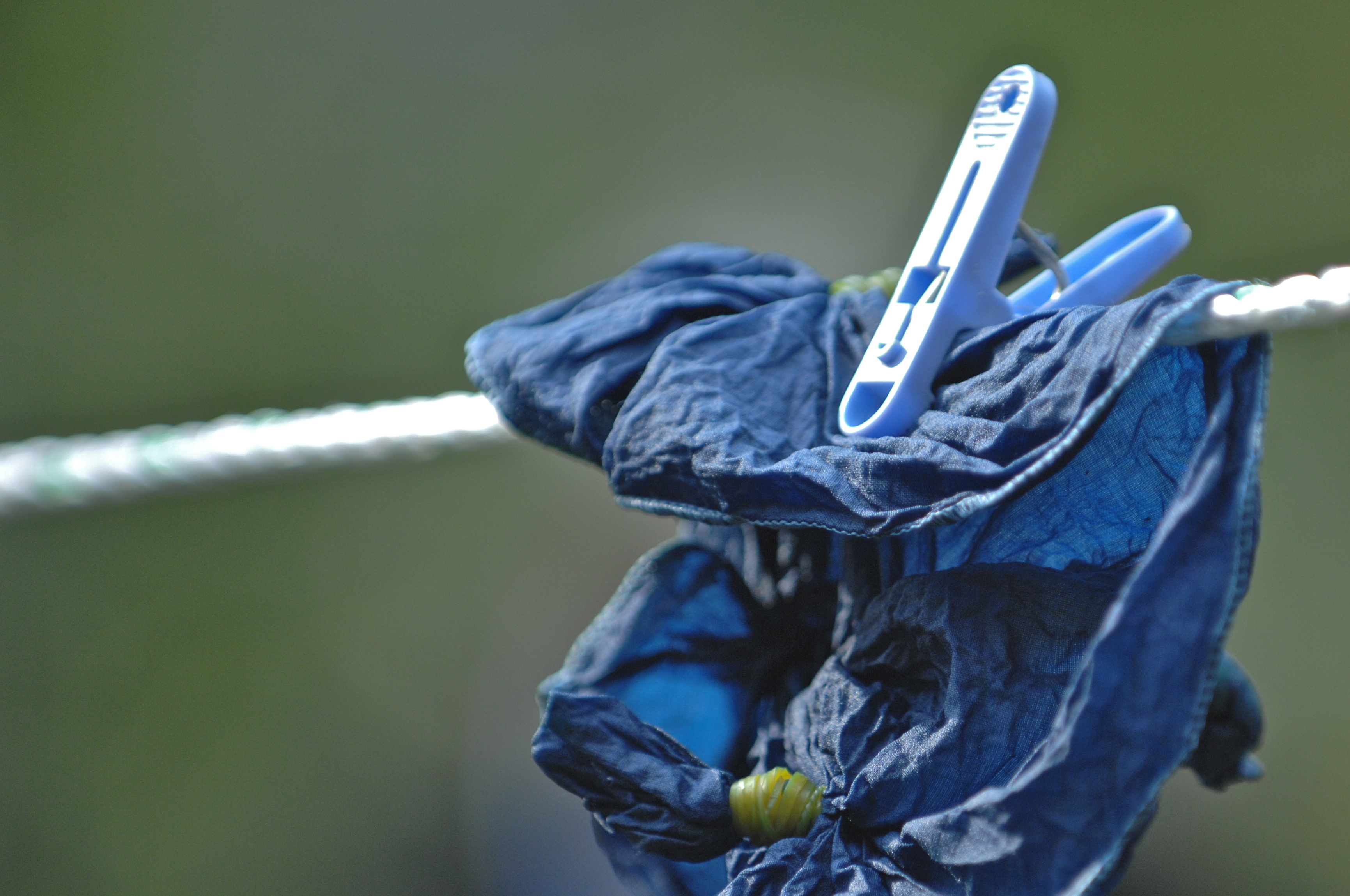
한국 전통 천연 염색

## 문화
"청출어람 청어람"(靑出於藍 靑於藍)이라는 관용구는 쪽에서 얻은 푸른 빛이 쪽빛 보다 푸르다는 뜻으로 부모보다 훌륭한 자녀, 스승보다 대성한 제자 등을 가리키는 말로 쓰인다.